# Ellison Onizuka
 Der er for få eller ingen kildehenvisninger i denne artikel, hvilket er et problem. Du kan hjælpe ved at angive troværdige kilder til de påstande, som fremføres i artiklen.

Ellison Onizuka (24. juni 1946 – 28. januar 1986) var en amerikansk / japansk astronaut, der døde i ulykken med rumfærgen Challenger.